# Douceline de Digne
Douceline de Digne (c. 1215/1216 - 1274) va ser el fundador de les Beguines de Marsella i l'objecte d'una vita que avui sobreviu, La vida de Douceline de Digne.

## Vida
Douceline va néixer poc després de la mort de Maria d'Oignies, el 1215 o 1216, en el si d'una família adinerada, probablement a la ciutat de Digne a Provença, al sud de França. El seu pare, un mercader ric anomenat Bérenguier (o Bérenger), era de Digne i la seva mare, Hugue, era de Barjols, on la família vivia quan Douceline era una criatura. Quan la seva mare va morir al voltant de 1230, Douceline es va traslladar a Hyères amb el seu pare, probablement per estar més prop del seu germà Hug,que era membre del monestir franciscà de la ciutat . Hug va ser un conegut teòleg i predicador franciscà i va tenir un paper important en ajudar a Douceline. Va morir un segon germà deixant dues filles, Douceline i Marie, que més tard van seguir les formes de vida de la seva tia.
Després d'uns anys d'infància i adolescència molt pietosos dedicats a la cura dels pobres i els malalts a la casa del seu pare, va viure una "conversió" a l'edat de 20 anys i, diversos anys després, va fer un vot davant del seu germà Hug i va establir laprimera comunitat beguina prop del riu Roubaud a la vora de la ciutat d'Hyères (c. 1241). Posteriorment, va fundar una segona casa a la ciutat d' Hyères, més propera als franciscans, l'església de la qual van assistir les seves dames. Després, al voltant de 1250, va establir una altra comunitat als afores de Marsella. Douceline va viure a la casa de Marsella i continuà com a líder de les comunitats en ambdós pobles fins a la seva mort el 1274.
Va ser el focus d'un culte intens a la Provença després de la seva mort.

## La vida de Douceline de Digne
"La vida de la benaurada sancta Doucelina" ha sobreviscut en un únic manuscrit, que ara es troba a la Biblioteca Nacional de París, fons francès 13503. Joseph Hyacinthe Albanès va traduir l'obra al francès el 1879; es va realitzar una traducció a l'anglès l'any 2001.
"La vida de Douceline de Digne" presenta una dona mística del segle xiii de gran importància en l'estudi de l'espiritualitat femenina a l'edat mitjana. La Vida probablement va ser escrita per Philippa de Porcellet, una membre de la comunitat de Douceline a Marsella.